# Ingrid Maior
Ingrid Maior (Río de Janeiro, 17 de junio de 1996) es una deportista portuguesa que compite en gimnasia en la modalidad de trampolín.
Ganó una medalla de bronce en el Campeonato Mundial de Gimnasia en Trampolín de 2022 y una medalla de bronce en el Campeonato Europeo de Gimnasia en Trampolín de 2024.

## Palmarés internacional
| Campeonato Mundial | Campeonato Mundial   | Campeonato Mundial | Campeonato Mundial |
| Año                | Lugar                | Medalla            | Prueba             |
| ------------------ | -------------------- | ------------------ | ------------------ |
| 2022               | Sofía (Bulgaria)     | Medalla de bronce  | Equipo mixto       |
| Campeonato Europeo |                      |                    |                    |
| Año                | Lugar                | Medalla            | Prueba             |
| 2024               | Guimarães (Portugal) | Medalla de bronce  | Equipo             |